# Charles Monck (1819-1894)
Pour les articles homonymes, voir Charles Monck et Monck.
Charles Stanley Monck, né le 10 octobre 1819 à Templemore (Irlande) et mort le 29 novembre 1894) à Enniskerry (Irlande), 4e vicomte Monck puis baron Monck, est un homme d'État. Il est le dernier gouverneur de l'Amérique du Nord britannique de 1861 à 1867, et le premier gouverneur général du Canada. Il vit de 1861 à 1863 au domaine Cataraqui, à Sillery. C'est lui-même qui décide de faire rénover le domaine, la résidence d’été vice-royale.

## Biographie

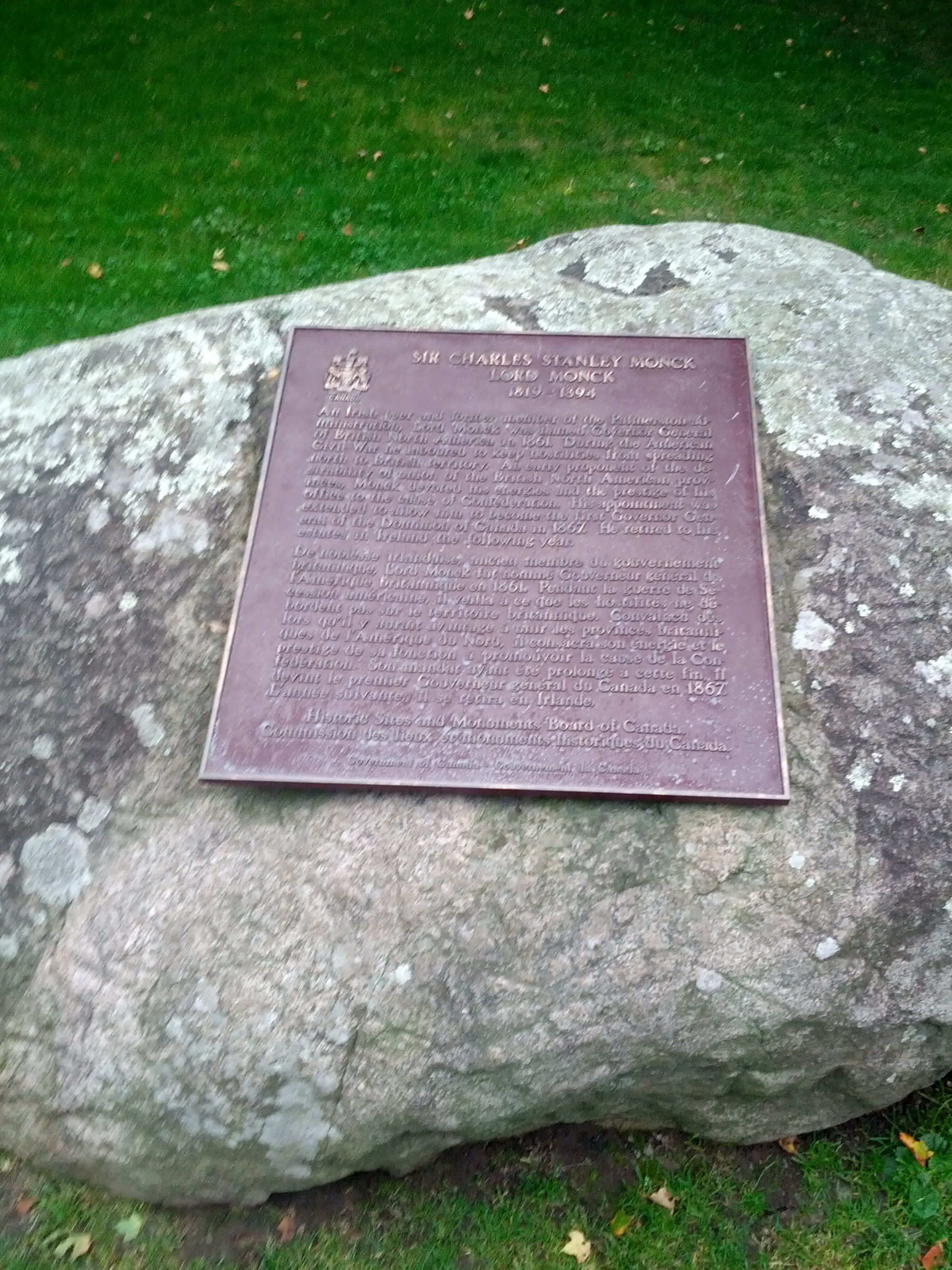
Plaque sur Monck, Ottawa.

Membre du parlement de Portsmouth (1852), il est gouverneur-général de la province du Canada de 1861 à 1867. A l'origine de la Confédération canadienne, il en devient le premier gouverneur en 1867. 
Diplomate, il est lord-lieutenant du comté de Dublin de 1874 à 1892.